# Rally de Japón de 2006
El Rally de Japón de 2006, oficialmente 3rd Rally Japan, fue la decimoprimera ronda de la temporada 2006 del Campeonato Mundial de Rally. Se celebró en las cercanías de Obihiro (Hokkaidō) entre el 1 y el 3 de septiembre y contó con un itinerario de veintisiete tramos sobre tierra que sumaban un total de 345.72 km cronometrados.

## Itinerario y resultados
| Día       | SS   | Tiempo | Nombre           | Distancia | Ganador         | Tiempo  | Líder rally     |
| --------- | ---- | ------ | ---------------- | --------- | --------------- | ------- | --------------- |
| 1 (1 Sep) | SS1  | 08:03  | Pawse Kamuy 1    | 9.50      | Marcus Grönholm | 4:38.2  | Marcus Grönholm |
| 1 (1 Sep) | SS2  | 08:51  | Rikubetsu 1      | 2.73      | Marcus Grönholm | 2:12.1  | Marcus Grönholm |
| 1 (1 Sep) | SS3  | 09:27  | Kanna 1          | 13.85     | Sébastien Loeb  | 8:06.3  | Marcus Grönholm |
| 1 (1 Sep) | SS4  | 09:50  | Puray 1          | 34.95     | Marcus Grönholm | 19:45.3 | Marcus Grönholm |
| 1 (1 Sep) | SS5  | 14:23  | Pawse Kamuy 2    | 36.38     | Marcus Grönholm | 4:32.9  | Marcus Grönholm |
| 1 (1 Sep) | SS6  | 15:11  | Rikubetsu 2      | 2.73      | Marcus Grönholm | 2:07.9  | Marcus Grönholm |
| 1 (1 Sep) | SS7  | 15:47  | Kanna 2          | 13.85     | Sébastien Loeb  | 7:52.2  | Marcus Grönholm |
| 1 (1 Sep) | SS8  | 16:10  | Puray 2          | 34.95     | Marcus Grönholm | 19:06.7 | Marcus Grönholm |
| 1 (1 Sep) | SS9  | 18:45  | Obihiro 1        | 1.29      | Sébastien Loeb  | 1:14.2  | Marcus Grönholm |
| 1 (1 Sep) | SS10 | 18:55  | Obihiro 2        | 1.29      | Sébastien Loeb  | 1:15.0  | Marcus Grönholm |
| 2 (2 Sep) | SS11 | 07:26  | Emina            | 8.18      | Marcus Grönholm | 5:42.1  | Marcus Grönholm |
| 2 (2 Sep) | SS12 | 08:28  | Rikubetsu 3      | 2.73      | Marcus Grönholm | 2:07.4  | Marcus Grönholm |
| 2 (2 Sep) | SS13 | 08:53  | Niueo 1          | 20.75     | Sébastien Loeb  | 12:10.6 | Marcus Grönholm |
| 2 (2 Sep) | SS14 | 09:25  | Sipirkakim 1     | 22.43     | Sébastien Loeb  | 12:17.0 | Sébastien Loeb  |
| 2 (2 Sep) | SS15 | 10:35  | Menan            | 16.25     | Sébastien Loeb  | 10:17.3 | Sébastien Loeb  |
| 2 (2 Sep) | SS16 | 14:48  | Rikubetsu 4      | 2.73      | Marcus Grönholm | 2:04.2  | Sébastien Loeb  |
| 2 (2 Sep) | SS17 | 15:13  | Niueo 2          | 20.75     | Sébastien Loeb  | 11:35.9 | Sébastien Loeb  |
| 2 (2 Sep) | SS18 | 15:45  | Sipirkakim 2     | 22.43     | Marcus Grönholm | 12:09.0 | Sébastien Loeb  |
| 2 (2 Sep) | SS19 | 16:55  | Menan Short      | 9.17      | Marcus Grönholm | 5:33.5  | Sébastien Loeb  |
| 2 (2 Sep) | SS20 | 18:45  | Obihiro 3        | 1.29      | Sébastien Loeb  | 1:13.1  | Sébastien Loeb  |
| 2 (2 Sep) | SS21 | 18:55  | Obihiro 4        | 1.29      | Sébastien Loeb  | 1:12.6  | Sébastien Loeb  |
| 3 (3 Sep) | SS22 | 07:19  | Rera Kamuy       | 8.76      | Marcus Grönholm | 5:07.2  | Sébastien Loeb  |
| 3 (3 Sep) | SS23 | 07:44  | Panke Nikorpet 1 | 17.40     | Sébastien Loeb  | 9:36.8  | Sébastien Loeb  |
| 3 (3 Sep) | SS24 | 08:20  | Penke 1          | 24.87     | Marcus Grönholm | 14:44.3 | Sébastien Loeb  |
| 3 (3 Sep) | SS25 | 11:43  | Panke Nikorpet 2 | 17.40     | Marcus Grönholm | 9:13.4  | Sébastien Loeb  |
| 3 (3 Sep) | SS26 | 12:19  | Penke 2          | 24.87     | Marcus Grönholm | 14:21.5 | Sébastien Loeb  |
| 3 (3 Sep) | SS27 | 14:09  | Obihiro 5        | 1.29      | Mikko Hirvonen  | 1:11.0  | Sébastien Loeb  |

## Clasificación final
| Pos.    | Piloto          | Copiloto           | Automóvil                      | Tiempo    | Diferencia | Puntos  |
| General | General         | General            | General                        | General   | General    | General |
| ------- | --------------- | ------------------ | ------------------------------ | --------- | ---------- | ------- |
| 1       | Sébastien Loeb  | Daniel Elena       | Citroën Xsara WRC              | 3:22:20.4 | 0.0        | 10      |
| 2       | Marcus Grönholm | Timo Rautiainen    | Ford Focus RS WRC 06           | 3:22:26.0 | 5.6        | 8       |
| 3       | Mikko Hirvonen  | Jarmo Lehtinen     | Ford Focus RS WRC 06           | 3:25:06.9 | 2:46.5     | 6       |
| 4       | Chris Atkinson  | Glenn MacNeall     | Subaru Impreza WRC 06          | 3:28:28.2 | 6:07.8     | 5       |
| 5       | Manfred Stohl   | Ilka Minor         | Peugeot 307 WRC                | 3:29:31.1 | 7:10.7     | 4       |
| 6       | Toshi Arai      | Tony Sircombe      | Subaru Impreza WRC 06          | 3:31:25.5 | 9:05.1     | 3       |
| 7       | Petter Solberg  | Phil Mills         | Subaru Impreza WRC 06          | 3:34:04.1 | 11:43.7    | 2       |
| 8       | Fumio Nutahara  | Daniel Barritt     | Mitsubishi Lancer Evolution IX | 3:45:17.8 | 22:57.4    | 1       |
| PWRC    |                 |                    |                                |           |            |         |
| 1.      | Fumio Nutahara  | Daniel Barritt     | Mitsubishi Lancer Evolution IX | 3:45:17.8 | 0.0        | 10      |
| 2.      | Gabriel Pozzo   | Daniel Stillo      | Mitsubishi Lancer Evolution IX | 3:45:45.2 | 27.4       | 8       |
| 3.      | Marcos Ligato   | Ruben Garcia       | Mitsubishi Lancer Evolution IX | 3:46:19.0 | 1:01.2     | 6       |
| 4.      | Aki Teiskonen   | Miika Teiskonen    | Subaru Impreza WRX STi         | 3:49:20.4 | 4:02.6     | 5       |
| 5.      | Leszek Kuzaj    | Maciej Szczepaniak | Subaru Impreza WRX STi         | 3:56:37.7 | 11:19.9    | 4       |
| 6.      | Stefano Marrini | Tiziana Sandroni   | Mitsubishi Lancer Evo VII      | 4:19:56.1 | 34:38.3    | 3       |
| 7.      | Mirco Baldacci  | Giovanni Agnese    | Mitsubishi Lancer Evolution IX | 4:24:14.7 | 38:56.9    | 2       |
| 8.      | Takuma Kamada   | Denis Giraudet     | Subaru Impreza WRX STi         | 4:31:12.6 | 45:54.8    | 1       |